# Nans Peters
Nans Peters (Le Monestier-du-Percy, 12 maart 1994) is een Frans wielrenner die sinds 2017 uitkomt voor het huidige AG2R-Citroën. Nans Peters' grootouders zijn afkomstig uit Nederland. De voornaam Nans is ontleend aan een Franse televisieserie uit de jaren zeventig, Nans le Berger, waarin acteur Michel Robbe de rol van schaapsherder Nans speelde.

## Carrière
In 2012 won Peters de Ronde van Valromey, een belangrijke juniorenwedstrijd. Bij de beloften reed hij voor Chambéry Cyclisme Formation, de opleidingsploeg van AG2R La Mondiale. In 2017 werd hij prof bij dit team. In de Ronde van Italië van 2019 pakte hij als eerste Fransman sinds 1993 de witte trui als leider van het jongerenklassement. In dezelfde ronde pakte hij ook zijn eerste overwinning in de UCI World Tour, de 17e etappe. In 2020 won hij de achtste etappe in de Ronde van Frankrijk. In het begin van het wielerseizoen in 2023 won hij de Trofeo Laigueglia.

## Overwinningen
2012
Eindklassement Ronde van Valromey
3e etappe Ronde des Vallées
Bergklassement Ronde des Vallées
2019
17e etappe Ronde van Italië
2020
8e etappe Ronde van Frankrijk
2023
Trofeo Laigueglia

## Resultaten in voornaamste wedstrijden
| Jaar | Ronde van Italië | Ronde van Frankrijk | Ronde van Spanje |
| ---- | ---------------- | ------------------- | ---------------- |
| 2017 |                  |                     |                  |
| 2018 |                  |                     | 72e              |
| 2019 | 61e (1)          |                     |                  |
| 2020 |                  | 65e (1)             | 36e              |
| 2021 |                  | opgave              |                  |
| 2022 | 58e              |                     | 61e              |
| 2023 |                  | 73e                 |                  |
| 2024 |                  | 76e                 |                  |
| 2025 |                  |                     |                  |

| Jaar | Milaan-San Remo | Luik-Bast.‑Luik | Ronde van Lombardije | Parijs-Tours |  | WK op de weg |  | Wereldranglijsten |
| ---- | --------------- | --------------- | -------------------- | ------------ |  | ------------ |  | ----------------- |
| 2017 |                 |                 |                      | 74e          |  |              |  | 315e (UWT)        |
| 2018 |                 |                 | opgave               |              |  |              |  | 282e (UWT)        |
| 2019 | 129e            |                 |                      |              |  |              |  | 167e (UWR)        |
| 2020 |                 |                 |                      |              |  | opgave       |  |                   |
| 2021 |                 |                 |                      |              |  |              |  |                   |
| 2022 |                 |                 |                      |              |  |              |  |                   |
| 2023 |                 |                 |                      |              |  |              |  |                   |
| 2024 |                 |                 |                      |              |  |              |  |                   |
| 2025 |                 | 74e             |                      |              |  |              |  |                   |

## Ploegen
- 2017 –  AG2R La Mondiale
- 2018 –  AG2R La Mondiale
- 2019 –  AG2R La Mondiale
- 2020 –  AG2R La Mondiale
- 2021 –  AG2R-Citroën
- 2022 –  AG2R-Citroën
- 2023 –  AG2R-Citroën
- 2024 –  Decathlon AG2R La Mondiale
- 2025 –  Decathlon AG2R La Mondiale Team

Bagdonas · Bakelants · Barbier · Bardet · Bérard · Bidard · Cherel · Chevrier · Cosnefroy · Denz · Domont · Dumoulin · Dupont · Duval · Enger · Frank · Gastauer · Gautier · Geniez · Gougeard · Houle · Jauregui · Latour · Montaguti · Naesen · Peters · Pozzovivo · Riblon · Vandenbergh · Vuillermoz · Doléatto (stagiair) · Geniets (stagiair) · Russo (stagiair)
Bagdonas · Bakelants · Barbier · Bardet · Bidard · Cherel · Chevrier · Cosnefroy · Denz · Dillier · Domont · Dumoulin · Dupont · Duval · Frank · Gallopin · Gastauer · Gautier · Geniez · Gougeard · Jauregui · Latour · Montaguti · Naesen · Peters · Vandenbergh · Venturini · Vuillermoz
Bagdonas · Bardet · Bidard · Bouchard · Cherel · Chevrier · Cosnefroy · Denz · Dillier · Domont · Dumoulin · Dupont · Duval · Frank · Gallopin · Gastauer · Geniez · Godon · Gougeard · Hänninen · Jauregui · Latour · Naesen · Paret-Peintre · Peters · Vandenbergh · Venturini · Vuillermoz · Warbasse · Champoussin (stagiair) · Hänninen (stagiair) · Jorgenson (stagiair) · Jullien (stagiair)
Bardet · Bidard · Bouchard · Champoussin (vanaf 1 april) · Cherel · Chevrier · Cosnefroy · Dillier · Domont · Duval · Frank · Gallopin · Gastauer · Geniez · Godon · Gougeard · Hänninen · Jauregui · Latour · L. Naesen · O. Naesen · Paret-Peintre · Peters · Tanfield · Vandenbergh · Vendrame · Venturini · Vuillermoz · Warbasse · Jullien (stagiair) · Reugel (stagiair) · Verger (stagiair)
Bidard · Bouchard · Calmejane · Champoussin · Cherel · Cosnefroy · Dewulf · Duval · Franktot en met 20 juni · Gallopin · Gastauer · Godon · Gougeard · Hänninen ·  Jullien · Jungels · L. Naesen · O. Naesen · O'Connor · Paret-Peintre · Peters · Prodhomme · Sarreau · Schär · Touzé · Van Avermaet · Van Hoecke · Vendrame · Venturini · Warbasse · Delphis (stagiair) · Lapeira (stagiair) · Retailleau (stagiair)
Berthet · Bouchard · Calmejane · Champoussin · Cherel · Cosnefroy · Dewulf · Gall · Godon · Hänninen ·  Jullien · Jungels · Lapeira · L. Naesen · O. Naesen · O'Connor · A. Paret-Peintre · V. Paret-Peintre · Peters · Prodhomme · Raugel · Retailleau (vanaf 1/8) · Sarreau · Schär · Touzé · Van Avermaet · Van Hoecke · Vendrame · Venturini · Warbasse · Delphis (stagiair) · Gautherat (stagiair) · Tronchon (stagiair)
Baudin · Berthet · Bonnamour · Bouchard · Cherel · Cosnefroy · Dewulf · Gall · Gautherat · Godon · Hänninen · Labrosse (Vanaf 1/8) ·  Lapeira · L. Naesen · O. Naesen · O'Connor · A. Paret-Peintre · V. Paret-Peintre · Peters · Prodhomme · Raugel · Retailleau · Sarreau · Schär · Touzé · Tronchon · Van Avermaet · Vendrame · Venturini · Warbasse · Chaussinand (stagiair) · Veistroffer (stagiair) · Verschuren (stagiair)
Armirail · Baudin · Bennett · Berthet · Boasson Hagen · Bonnamour (tot 25/3) · Bouchard · Cosnefroy · De Bondt · De Pestel · Dewulf · Gall · Gautherat · Godon · Hänninen · Labrosse · Lafay ·  Lapeira · Naesen · O'Connor · A. Paret-Peintre · V. Paret-Peintre · Peters · Pollefliet · Prodhomme · Retailleau · Touzé · Tronchon · Vendrame · Warbasse